# الدوري الألباني لكرة السلة
الدوري الألباني لكرة السلة هو دوري كرة سلة للمحترفين في ألبانيا تأسس في 1946 يلعب فيه 12 فريقاً. يعتبر فريق بارتيزاني تيرانا هو الأكثر تتويجا باللقب.

## أبرز الفرق
- بارتيزاني تيرانا
- فلازنيا لكرة السلة

## وصلات خارجية
- الموقع الإلكتروني